# دوبرى
دوبرى رمزها «DB» (بالإنجليزية: Dhubri)‏ ، هو تقسيم إداري لدولة الهند تتبع ولاية أسام (بالإنجليزية: Assam)‏ ، مركزها هو مدينة دوبرى (بالإنجليزية: Dhubri)‏ عدد سكانها حسب
تعداد سنة 2001 هو 1,634,589 ، مساحتها 2,838 كم² وكثافة السكان 576 لكل كم² .

## المناخ
يظهر الجدول التالي التغييرات المناخية على مدار السنة لدوبرى:
| البيانات المناخية لـدوبرى                                                | البيانات المناخية لـدوبرى | البيانات المناخية لـدوبرى | البيانات المناخية لـدوبرى | البيانات المناخية لـدوبرى | البيانات المناخية لـدوبرى | البيانات المناخية لـدوبرى | البيانات المناخية لـدوبرى | البيانات المناخية لـدوبرى | البيانات المناخية لـدوبرى | البيانات المناخية لـدوبرى | البيانات المناخية لـدوبرى | البيانات المناخية لـدوبرى | البيانات المناخية لـدوبرى |
| الشهر                                                                    | يناير                     | فبراير                    | مارس                      | أبريل                     | مايو                      | يونيو                     | يوليو                     | أغسطس                     | سبتمبر                    | أكتوبر                    | نوفمبر                    | ديسمبر                    | المعدل السنوي             |
| ------------------------------------------------------------------------ | ------------------------- | ------------------------- | ------------------------- | ------------------------- | ------------------------- | ------------------------- | ------------------------- | ------------------------- | ------------------------- | ------------------------- | ------------------------- | ------------------------- | ------------------------- |
| الدرجة القصوى °م (°ف)                                                    | 29.9 (85.8)               | 33.2 (91.8)               | 38.3 (100.9)              | 41.1 (106.0)              | 41.4 (106.5)              | 39.1 (102.4)              | 37.8 (100.0)              | 37.0 (98.6)               | 38.8 (101.8)              | 34.3 (93.7)               | 32.1 (89.8)               | 27.8 (82.0)               | 41.4 (106.5)              |
| متوسط درجة الحرارة الكبرى °م (°ف)                                        | 23.7 (74.7)               | 26.2 (79.2)               | 31.1 (88.0)               | 31.6 (88.9)               | 30.7 (87.3)               | 31.5 (88.7)               | 31.0 (87.8)               | 32.0 (89.6)               | 30.9 (87.6)               | 30.1 (86.2)               | 27.7 (81.9)               | 24.5 (76.1)               | 29.3 (84.7)               |
| متوسط درجة الحرارة الصغرى °م (°ف)                                        | 8.6 (47.5)                | 10.5 (50.9)               | 15.2 (59.4)               | 20.2 (68.4)               | 22.2 (72.0)               | 24.4 (75.9)               | 25.1 (77.2)               | 25.2 (77.4)               | 24.2 (75.6)               | 21.1 (70.0)               | 15.5 (59.9)               | 10.6 (51.1)               | 18.5 (65.3)               |
| أدنى درجة حرارة °م (°ف)                                                  | 2.4 (36.3)                | 2.8 (37.0)                | 7.4 (45.3)                | 6.4 (43.5)                | 15.9 (60.6)               | 13.9 (57.0)               | 20.8 (69.4)               | 21.7 (71.1)               | 19.4 (66.9)               | 17.2 (63.0)               | 9.4 (48.9)                | 7.8 (46.0)                | 2.4 (36.3)                |
| الهطول مم (إنش)                                                          | 6.9 (0.27)                | 18.1 (0.71)               | 42.6 (1.68)               | 177.7 (7.00)              | 410.9 (16.18)             | 607.4 (23.91)             | 652.8 (25.70)             | 467.0 (18.39)             | 443.0 (17.44)             | 167.8 (6.61)              | 14.3 (0.56)               | 8.0 (0.31)                | 3٬016٫6 (118.76)          |
| متوسط الأيام الممطرة                                                     | 0.6                       | 1.5                       | 2.8                       | 9.3                       | 15.7                      | 16.6                      | 19.1                      | 13.1                      | 13.5                      | 5.6                       | 1.0                       | 0.6                       | 99.3                      |
| المصدر: India Meteorological Department (record high and low up to 2010) |                           |                           |                           |                           |                           |                           |                           |                           |                           |                           |                           |                           |                           |